# Jan Lidén
Jan Curt Lidén, född 25 april 1949, är en svensk civilekonom och bankman. 
Jan Lidén utbildade sig i ekonomi vid Lunds universitet, med examen omkring 1973. Han arbetade därefter med försäljning inom läkemedels- och medicinteknikföretag, bland andra Merck, Wellcome Trust, LKB Produkter AB, LIC Hygien, LKB Produkter AB och Cederroth International.
Från 1990 var han vice vd, och från 1992 vd, för Sparbanksrörelsens bolag IndustriFinans AB. År 1995 blev han vd för sparbankernas bolåneföretag Spintab och 1999 för Swedbank Markets AB. Han utsågs i januari 2004 till vd för Föreningssparbanken (namnändrad till Swedbank 2006), en post han hade till februari 2009.. Tillsammans med styrelseordföranden Carl Eric Stålberg genomförde han en kraftig internationell expansion av bankens verksamhet till Estland, Lettland, Litauen och Ukraina. Denna expansion ledde genom bland annat en stor ökning av krediter till bankens kunder i de baltiska länderna till att banken hösten 2008 hamnade i ekonomiska svårigheter i samband med den internationella finanskrisen.